# Léchelles
Léchelles is een voormalige gemeente in het district Broye van het kanton Fribourg in Zwitserland. In 2016 is de gemeente gefuseerd samen met de andere gemeenten Domdidier, Dompierre en Russy tot de nieuwe gemeente Belmont-Broye.

## Geografie
De buurgemeenten in kanton Fribourg zijn Domdidier, Russy, Ponthaux, Grolley, Noréaz en Montagny. De oppervlakte van de gemeente bedraagt 8.75 km².
- Hoogste punt: 661 m
- Laagste punt: 505 m

## Bevolking
De gemeente telt 804 inwoners. De meerderheid in Léchelles is Franstalig (91%, 2000) en Rooms-Katholiek (76%).

## Economie
56% van de werkzame bevolking werkt in de primaire sector (landbouw en veeteelt), 22% in de secundaire sector (industrie), 22% in de tertiaire sector (dienstverlening).